# Zweres
Zweres ist eine Ortschaft und eine Katastralgemeinde der Gemeinde Großschönau im Bezirk Gmünd in Niederösterreich. Die Ortschaft hat 39 Einwohner (Stand 1. Jänner 2024).

## Geografie
Das Dorf befindet sich südlich der Landesstraße L72 an einer Stichstraße, die zur Zwettl führt und bei der Klingenmühle endet, die zum Sägewerk umfunktioniert wurde und zugleich den größten Arbeitgeber des Ortes darstellt.
Am 1. April 2020 umfasste die Ortschaft 14 Adressen.

## Geschichte
Im Jahr 1822 wurde der Ort als Dorf mit sieben Häusern genannt, das nach Großschönau eingepfarrt war, wohin auch die Kinder eingeschult wurden. Die Herrschaft Weitra besaß die Ortsobrigkeit, übte die Landgerichtsbarkeit aus und besorgte die Konskription. Die Untertanen und Grundholde des Ortes gehörten den Herrschaften Weitra und Zwettl.
Laut Adressbuch von Österreich waren im Jahr 1938 in Zweres ein Müller mit Sägewerk, ein Schmied und mehrere Landwirte ansässig.

## Siedlungsentwicklung
Zum Jahreswechsel 1979/1980 befanden sich in der Katastralgemeinde Zweres insgesamt 17 Bauflächen mit 7.162 m² und 10 Gärten auf 1.897 m², 1989/1990 gab es 17 Bauflächen. 1999/2000 war die Zahl der Bauflächen auf 49 angewachsen und 2009/2010 bestanden 33 Gebäude auf 54 Bauflächen.

## Bauwerke
Der Tabernakelpfeiler schräg gegenüber der Ortskapelle stammt aus dem 16. oder 17. Jahrhundert und steht unter Denkmalschutz (Listeneintrag).

## Bodennutzung
Die Katastralgemeinde ist landwirtschaftlich geprägt. 90 Hektar wurden zum Jahreswechsel 1979/1980 landwirtschaftlich genutzt und 40 Hektar waren forstwirtschaftlich geführte Waldflächen. 1999/2000 wurde auf 87 Hektar Landwirtschaft betrieben und 42 Hektar waren als forstwirtschaftlich genutzte Flächen ausgewiesen. Ende 2018 waren 84 Hektar als landwirtschaftliche Flächen genutzt und Forstwirtschaft wurde auf 43 Hektar betrieben. Die durchschnittliche Bodenklimazahl von Zweres beträgt 20,8 (Stand 2010).